# Paradiscula spuria
Paradiscula spuria är en svampart som först beskrevs av Vestergr., och fick sitt nu gällande namn av Franz Petrak 1941. Paradiscula spuria ingår i släktet Paradiscula, divisionen sporsäcksvampar och riket svampar.   Inga underarter finns listade i Catalogue of Life.